# Vulvectomia
La vulvectomia es refereix a un procediment ginecològic en què la vulva s'ha eliminat parcialment o completament. Sol realitzar-se en certs casos de càncer vulvar, displàsia vulvar, neoplàsia intraepitelial vulvar, o com a part de la mutilació genital femenina. Tot i que pot haver-hi un dolor intens a l'àrea de l'engonal després del procediment durant diverses setmanes, la funció sexual és generalment possible però limitada.

## Tipus
Una vulvectomia simple pot ser completa (més del 80% de la zona vulvar) o parcial (menys del 80% de la zona vulvar). Només s'elimina la pell i els teixits subcutanis superficials.
Una vulvectomia radical és la mateixa pel que fa completa o parcial, però inclou l'eliminació de la pell i el teixit subcutani profund. Es pot realitzar una limfadenectomia inguinofemoral juntament amb una vulvectomia radical (ja sigui parcial o completa) en una o ambdues parts si se sospita que es produeixi una propagació del càncer.

Una vulvectomia parcial de la zona superior de la vulva
Una vulvectomia parcial d'un costat de la vulva
Una vulvectomia parcial de la zona inferior de la vulva

Una vulvectomia parcial simple és la menys severa, només elimina la part afectada de la vulva.
Una vulvectomia pelada és l'eliminació de la capa superior de la pell vulvar (els òrgans genitals femenins externs, inclosos el clítoris, els llavis vaginals i l'obertura de la vagina). En aquest cas, poden ser necessaris empelts de pell d'altres parts del cos per cobrir l'àrea. Hi ha dos tipus de vulvectomia pelada, la parcial i la total. L'objectiu de la primera és la preservació de la integritat estètica i funcional de la vulva en pacients joves i sexualment actives que han patit una neoplàsia intraepitelial vulvar (NIV). L'objectiu de la segona és l'eliminació de tota la vulva, amb substitució de la pell amb un empelt, en pacients amb càncer vulvar.
La vulvectomia radical modificada implica l'eliminació de la vulva que conté càncer i alguns dels teixits normals que l'envolta.